# Tímea
Tímea, ortografiat și Timea, este un prenume feminin inventat de scriitorul maghiar Mór Jókai și folosit pentru prima dată în romanul Omul de aur (1872). El este derivat probabil din prenumele grec Euthymia care este compus din eu- „bine” și thymos „fire, temperament, spirit” și poate însemna în traducere cu o fire bună. Este folosit în principal în Ungaria, precum și în regiunile cu vorbitori de limbă maghiară din România (Transilvania) și Slovacia.

## Frecvență
Prenumele feminin Tímea a fost foarte popular în anii 1970 și 1980, dar a fost atribuit frecvent chiar și în anii 1990. În anii 2000 el s-a clasat pe locurile 32-52 între cele mai frecvente prenume feminine maghiare, iar în anul 2010 a fost pe locul 46.

## Zile onomastice
- 20 ianuarie
- 11 martie
- 3 mai

## Purtătoare celebre ale numelui
- Tímea Babos, jucătoare de tenis maghiară
- Timea Bacsinszky, jucătoare de tenis elvețiană
- Timea Majorova, competitoare profesionistă slovacă în probele de fitness
- Tímea Nagy, scrimeră maghiară
- Timea Nagy, activistă maghiaro-canadiană în plan social
- Tímea Paksy, campioană mondială în probele de caiac
- Timea Tătar, handbalistă română
- Timea Toth, înotătoare olimpică israeliană